# Hełmówka śródmchowa
Hełmówka śródmchowa (Galerina subclavata Kühner) – gatunek grzybów z rodziny podziemniczkowatych (Hymenogastraceae).

## Systematyka i nazewnictwo
Pozycja w klasyfikacji według Index Fungorum: Galerina, Hymenogastraceae, Agaricales, Agaricomycetidae, Agaricomycetes, Agaricomycotina, Basidiomycota, Fungi.
Po raz pierwszy opisał go w 1973 r. Robert Kühner we Francji. Synonim: Galerina subclavata var. canescens Kühner 1973. Polską nazwę nadał Władysław Wojewoda w 2003 r.

## Morfologia
Kapelusz
O średnicy 5–16 mm, u młodych okazów stożkowaty do wypukłego z resztkami osłony na brzegu, potem rozszerzający się z wyraźnym garbkiem i prążkowany na brzegu. Powierzchnia jaskrawo czerwonobrązowa do pomarańczowobrązowej, żółtawa na brzegu, silnie blednąca do białawoochrowej lub prawie białej z ciemniejszym środkiem.
Blaszki
Przyrośnięte, przyrośnięto-zbiegające lub lekko wykrojone z ząbkiem, kremowe do ochrowych lub żółtobrązowych.
Trzon
Wysokość 12–30, rzadko do 45 mm, grubość 0,8–2 mm, cylindryczny, górą jasnej barwy, ku dołowi czerwonobrązowy z wyraźną, białą strefą pierścieniową lub wąskim, błoniastym pierścieniem oraz
włóknami i rozproszonymi plamami w dolnej części.
Miąższ
O mączystym zapachu i smaku.
Cechy mikroskopowe
Zarodniki wąsko migdałowate, dekstrynoidalne praktycznie gładkie, z niewyraźną płytką. Cystydy 17–29(–48) x 3,5–10 × 1–2 × 1–3 μm, z bardzo cienkimi szyjkami i małymi główkami, niektóre bez główek, często z refrakcyjnym śluzem na szczycie. Sprzążki obecne

## Występowanie i siedlisko
Najwięcej stanowisk hełmówki śródmchowej podano w Europie. Jest tutaj szeroko rozprzestrzeniona; występuje od Hiszpanii po Islandię i północną część Półwyspu Skandynawskiego. Poza Europą podano jedno miejsce jej występowania w Ameryce Północnej. W Polsce jej stanowiska podała Alina Skirgiełło w 1992 r. w Białowieskim Parku Narodowym, w późniejszych latach podano wiele następnych stanowisk.
Grzyb mszakolubny występujący w lasach wśród mchów.